# Dr. Frankenstein
Dr. Frankenstein är en låt från 2008 som var LaGaylia Fraziers bidrag i Rumäniens uttagning till Eurovision Song Contest 2008. Låten är skriven av Niklas Edberger, Henrik Wikström och Kent Olsson. Dr. Frankenstein framfördes i första deltävlingen av den rumänska uttagningen och nådde finalen den 9 februari. 
Det fanns planer på att Anna Sahlene och LaGaylia Frazier skulle sjunga låten som duett, men Anna Sahlene meddelade i slutet av januari att hon inte kunde delta då hon samtidigt hade en roll i en musikal.